# 쓰루미정 (오이타현)
쓰루미정(鶴見町)은 오이타현 남동부 규슈 최동단에 위치했던 정이다.
2005년 3월 3일에 쓰루미정을 포함해 5정 3촌이 합병해 새롭게 사이키시가 되었다.

## 역사
- 1955년 3월 31일 - 3개의 촌이 합병에 의해 쓰루미촌이 되었다.
- 1961년 2월 11일 - 정으로 승격에 의해 쓰루미정이 되었다.
- 2005년 3월 3일 - 사이키시와 5정 3촌이 신설합병해 새롭게 사이키시가 탄생하였다.

## 출신
- 이와키 노부코 - 정치인